# 新喀里多尼亞 (阿肯色州)
新喀里多尼亞（英語：New Caledonia）是位於美國阿肯色州猶尼昂縣的一個非建制地區。該地的面積和人口皆未知。

## 地理
新喀里多尼亞的座標為33°03′18″N 92°40′04″W / 33.05500°N 92.66778°W，而該地的平均海拔高度為56米（即184英尺）。